# Институт пересмотра истории
Институт пересмотра истории (англ. Institute for Historical Review) — американская общественная организация, занимающаяся главным образом издательством литературы по пересмотру истории XX века. C момента основания в 1978 году институт является ведущим американским издателем книг и других материалов, подвергающих сомнению историю Холокоста.

## История
Основана в 1978 году Дэвидом Макколденом (также известным как Льюис Брэндон) — бывшим членом Британского национального фронта, и Уиллисом Карто, председателем Вольного лобби, ныне прекратившем своё существование).
Организация проводит конференции, которые посещали Дэвид Ирвинг, Эрнст Цюндель, Юрген Граф, «представители неонацистских организаций со всего мира» и другие отрицатели Холокоста, а также критики ревизионизма, такие как Майкл Шермер.
С 1980 по 1986, затем с 1987 по 2002 годы Институт издавал собственный ежеквартальный нерецензируемый журнал Journal of Historical Review. С 2002 года Институт стал распространять свои публикации на своём официальном сайте и через e-mail.
В феврале 1994 года директор ИПИ Том Марцеллус сделал массовую рассылку членам организации в связи критическим финансовым положением. В письме Карто обвинялся в том, что он становится «все более непредсказуемым» как в личных делах, так и в бизнесе, и что он «вовлек корпорацию в три дорогостоящих нарушения авторских прав». В результате последовавшего конфликта между советом директоров ИПИ и Карто, последний был отстранён от руководства.
Директором института с 1995 года является Марк Вебер — историк, ревизионист.

### Процесс Мермельштейн против ИПИ
В 1979 году ИПИ пообещал награду в размере 50 тысяч долларов любому, кто сможет доказать, что евреев убивали газом в Освенциме и затем разослал письма нескольким выжившим в Холокосте. Бывший узник Освенцима Мел Мермельштейн принял вызов, представив нотариально заверенный документ, что его депортировали в Освенцим и что он был свидетелем, как нацисты отправили его мать и двух сестёр в газовую камеру номер пять. ИПИ отказался принять эти доказательства и платить вознаграждение. Тогда Мермельштейн подал иск в суд Лос-Анджелеса с требованием выплатить ему указанное вознаграждение и компенсацию за моральный ущерб.
Суд при рассмотрении дела принял утверждения Мермельштейна. Судья Томас Т. Джонсон 9 октября 1981 года принял решение о судейской осведомлённости, что убийство газом евреев в Освенциме летом 1944 года является бесспорным фактом и не может быть поставлено под сомнение. Согласно судебному решению, принятому в июле 1985 года, ИПИ выплатил Мермельштейну 90 тысяч долларов и опубликовал письмо с персональными извинениями.

### Нападения
По заявлению одного из руководителей IHR на офис и сотрудников были совершены ряд нападений. Офис в Южной Калифорнии, а также и отдельные служащие IHR вскоре после основания института стали целями кампаний систематических преследований, проявлениями последних были обстрел из автомобиля, три акта бросания зажигательных бомб, повреждения личных автомобилей сотрудников IHR, демонстрации протеста, организованные Лигой защиты евреев (ЛЗЕ) перед офисом IHR, многочисленные телефонные угрозы служащим в течение рабочего дня и ночью. Том Марселус (Tom Marcellus, директор IHR в 1990-х) утверждает, что издевательства достигли такой интенсивности, что семья одного из служащих IHR была вынуждена уехать.
Во время демонстрации перед офисом IHR 19 марта 1981 года Мордехай Леви и другие члены ЛЗЕ напали на автомобиль агента владельца здания офиса, приехавшего удостовериться в безопасности. Выкрикивая угрозы, Леви разбил переднее стекло автомобиля, когда тот выезжал.
Рано утром 25 июня 1981 года была проведена первая атака офиса IHR зажигательной бомбой. Однако жидкость, похожая на «коктейль Молотова», причинила только незначительный вред. Мужчина, который заявил, что он представляет «еврейских защитников», позвонил и взял ответственность на себя.

## Критика
Критиками считается ведущей организацией, отрицающей Холокост, и антисемитской структурой, связанной с неонацистами. Польский государственный музей Аушвиц-Биркенау называет ИПИ «центром всемирной неонацистской пропаганды».
В сентябре 1983 года руководство ИПИ вступило в конфликт с одним из основателей — Уиллисом Карто. Совет директоров выдвинул Карто претензии в использовании денег института в личных целях и других злоупотреблениях. Конфликт подогревался интересом в контроле за крупной суммой пожертвований, которая была завещана учредителю ИПИ — The Legion for the Survival of Freedom Джейн Фаррел (англ. Jean Farrel), наследницей Томаса Эдисона.
Российские историки И. В. Рыжов, М. Ю. Бородина отмечают, что главной целью Институтом пересмотра истории является «переоценка итогов Второй мировой войны, реабилитация Гитлера и его идеологии», а издание «собственного исторического журнала, „Журнала пересмотра истории“, помогло не только объединить отрицателей в единое движение, но и придать их деятельности форму псевдонаучности». В диссертации «German Wireless Propaganda in English» отмечается, что в 1990 году ИПИ издал серьёзную научную книгу Артура Понсонби 1928 года с разоблачением ложных обвинений в адрес Германии в период Первой мировой войны только для того чтобы увязать это с «мифом о Холокосте».